# Österreichischer Friedenslauf

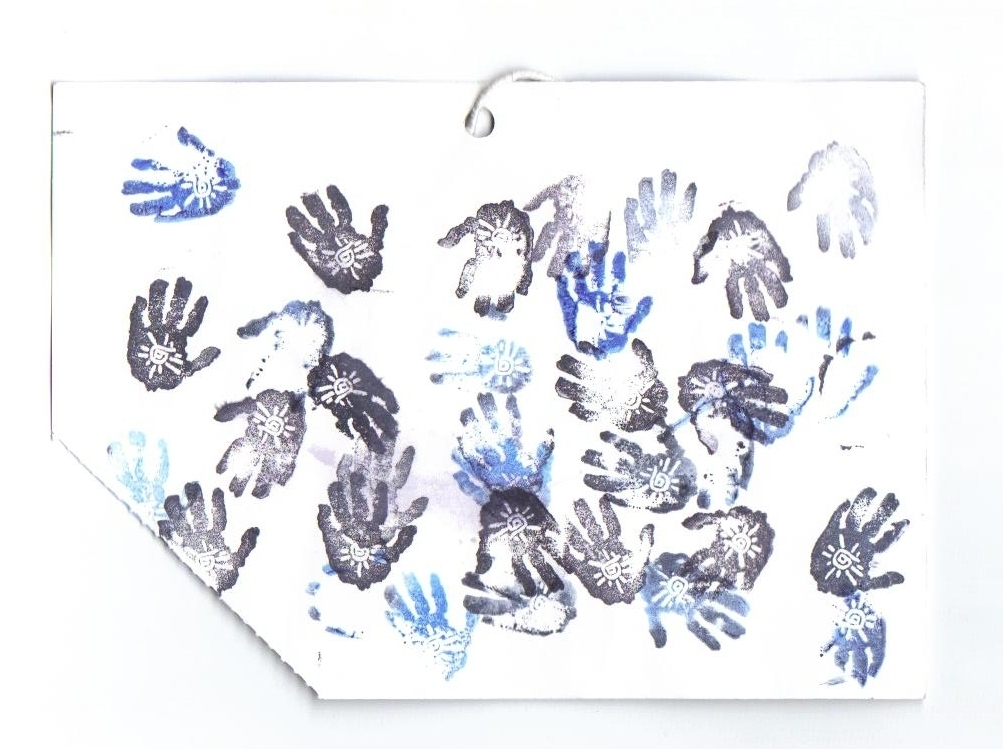
Stempelkarte (35 Runden)

Der Österreichische Friedenslauf ist eine seit 2002 jährlich stattfindende Laufveranstaltung in Wien, Österreich. Der 14. Österreichische Friedenslauf ging am Samstag, den 25. April 2015 vonstatten. Im Gegensatz zu einem Wettkampflauf sucht sich jeder Läufer Sponsoren, die einen individuellen Betrag pro gelaufene Runde einem karitativen Zweck spenden. Es muss nicht gelaufen werden, sodass die Bewältigung der Strecke auch durch Nordic Walking, Rollstuhlfahren, Inlineskates oder Roller, jedoch nicht mit Fahrrädern (aus Sicherheitsgründen), erlaubt ist. Es gibt keine Altersbegrenzung.
Die Runde ist um das Wiener Rathaus und ist seit 2007 710 Meter lang (vorher 650 Meter). Jeder Läufer bekommt vor Rennbeginn eine Stempelkarte, die er während des Laufes stets bei sich tragen muss, da nach jeder Runde diese Karte gestempelt wird, damit die tatsächlich gelaufenen Runden überprüft werden können. Die Veranstaltung dauert drei bis vier Stunden, in denen Runden gewertet werden.
Der Österreichische Friedenslauf ist eine Veranstaltung im Rahmen der „Dekade für eine Kultur des Friedens und der Gewaltfreiheit für die Kinder der Welt“. Er wird vom Entwicklungshilfeklub, dem Österreichischen Jugendrotkreuz, der Katholischen Jugend, der Sportunion Wien, der Kinderfreunde, dem Österreichischen Pfadfinderbund und der Diakonie Österreich ausgetragen. Die höchste Teilnehmerzahl wurde 2006 und 2007 mit über 3000 Läufern erreicht. In diesem Jahr konnten über 165.000 Euro gesammelt werden. Beim letzten Lauf konnten 50.250 Euro erreicht worden, wobei vor allem Läufer des Bundesgymnasium und Bundesrealgymnasium Schwechat mit fast 10.000 Euro einen Großteil des Gewinnes ausmachten. Bisher erzielte der Österreichische Friedenslauf etwa 288.000 Euro.
| Jahr          | Teilnehmer | Erzielte Spenden | Bester Läufer | Rundenlänge |
| ------------- | ---------- | ---------------- | ------------- | ----------- |
| 6. Apr. 2002  | 583        | 12500            | 73 Runden     | 650 m       |
| 26. Apr. 2003 | 1184       | 16400            | 90 Runden     | 650 m       |
| 24. Apr. 2004 | 2500       | 22000            | k. A.         | 650 m       |
| 23. Apr. 2005 | 2500       | k. A.            | 80 Runden     | 650 m       |
| 6. Mai 2006   | 3000       | 165000           | 35 Runden     | 650 m       |
| 5. Mai 2007   | 3000       | k. A.            | 45 Runden     | 710 m       |
| 26. Apr. 2008 | k. A.      | k. A.            | 47 Runden     | 710 m       |
| 25. Apr. 2009 | 2117       | 50250            | 50 Runden     | 710 m       |
| 24. Apr. 2010 | k. A.      | 300000           | k. A.         | 710 m       |
| 30. Apr. 2011 | —          | —                | —             | 710 m       |